# Pietro da Mogliano
Beato Pietro da Mogliano, nato Pietro Corradini (Mogliano, 1435 – 25 luglio 1490), è stato un religioso italiano.

## Biografia
Dopo aver seguito dei corsi di diritto all'Università di Perugia, decise di dedicarsi alla vita religiosa dopo aver ascoltato il frate francescano Domenico da Leonessa. 
Superato un periodo di tempo utile a stabilire la validità della sua scelta, optò per vita ascetica e di rinunce della regola francescana. 
Nel 1467 prese i voti ed iniziò il suo apostolato nella veste di predicatore, percorrendo tutta l'Italia centrale. 
Nel corso dei suoi viaggi, ebbe modo di incontrare a Camerino il Signore della città Giulio Cesare da Varano che era padre di Battista, monaca clarissa del monastero locale. I due rimasero folgorati delle rispettive sensibilità e la stessa suor Battista scrisse poi una biografia di Pietro da Mogliano.  
Pietro viaggiò anche all'estero e fu a Creta nei suoi giri di predicazione, per poi dedicarsi alla cura dell'ordine francescano, prima nelle Marche e poi a Roma. 
Dopo la sua morte avvenuta nel 1490, venne avviata la causa di beatificazione che si concluse nel 1760 sotto il pontificato di Clemente XIII.